# FOXK1
FOXK1‏ (Forkhead box K1) هوَ بروتين يُشَفر بواسطة جين FOXK1 في الإنسان.